# Alberto Castro Girona
Alberto Castro Girona (Puerto Princesa (Filipinas), 7 de octubre de 1875-Madrid, 3 de agosto de 1969) fue un militar español que alcanzó el empleo de teniente general de Infantería y Medalla Militar concedida el 1 de octubre de 1927. Coronel jefe de la Mehal-la Jalifiana durante la guerra del Rif.

## Biografía
Cadete en la Academia de Infantería de Toledo. Forma parte de la Primera Promoción, compañero de Eduardo López Ochoa. Gran conocedor de los rifeños (hablaba varios dialectos bereberes), era apreciado por algunos jefes de kabilas. Él solo, disfrazado con chilaba como vendedor de carbón, se atrevió a pisar la ciudad santa de Xauen.

### Guerra del Rif
Coronel de la Mehal-la Jalifiana durante la guerra del Rif estuvo al mando de una columna. En el asedio a Xauen, Castro Girona se disfraza de "carbonero de Ahmas" para entrar en la ciudad y negociar su rendición. Por esta acción logra el ascenso a general, siendo trasladado a la zona occidental del Protectorado marroquí.

"...Castro Girona es el conquistador de Xauen. Su labor política, paralela con su prestigio militar, le abrió el paso, y una noche, con los Regulares y la Mehalla que él mandaba, subió a pie las alturas del Kaâla sobre Xauen, y a la mañana, los moros aún no sometidos, que intentaban oponerse a la ocupación de la ciudad sagrada, se encontraron sorprendidos con que se les había adelantado Castro Girona, y que desde el Kaâla protegía la entrada de nuestras tropas en Xauen..."
El Coronel-General Castro Girona, ABC 29 de octubre de 1921

En mayo de 1922 fue nombrado coronel jefe del Regimiento de Toledo n.º 35. Jefe de la Tropas de Zona de Tetuán. En marzo de 1923 fue nombrado jefe del Gabinete Militar del Comisario Superior en Marruecos, continuando en el cargo de inspector general de Intervención y Tropas Jalifianas. Durante los meses de julio y agosto de 1924, las Intervenciones Militares, eficaz segunda etapa de la Policía Indígena desacreditada en el desastre de 1921, enviaban al alto comisario informes cada vez más alarmantes sobre la amenaza de los rifeños en Gomara, Yebala y la región occidental.
En el repliegue de Xauen resulta especialmente complicado, en su camino hasta Tetuán los españoles son atacados constantemente por los rifeños, Castro Girona manda la vanguardia y Francisco Franco la retaguardia. Ambos defienden la columna que llega a su destino con unas 2000 bajas. En 1927 fue promovido al empleo de teniente general, por méritos de campaña.

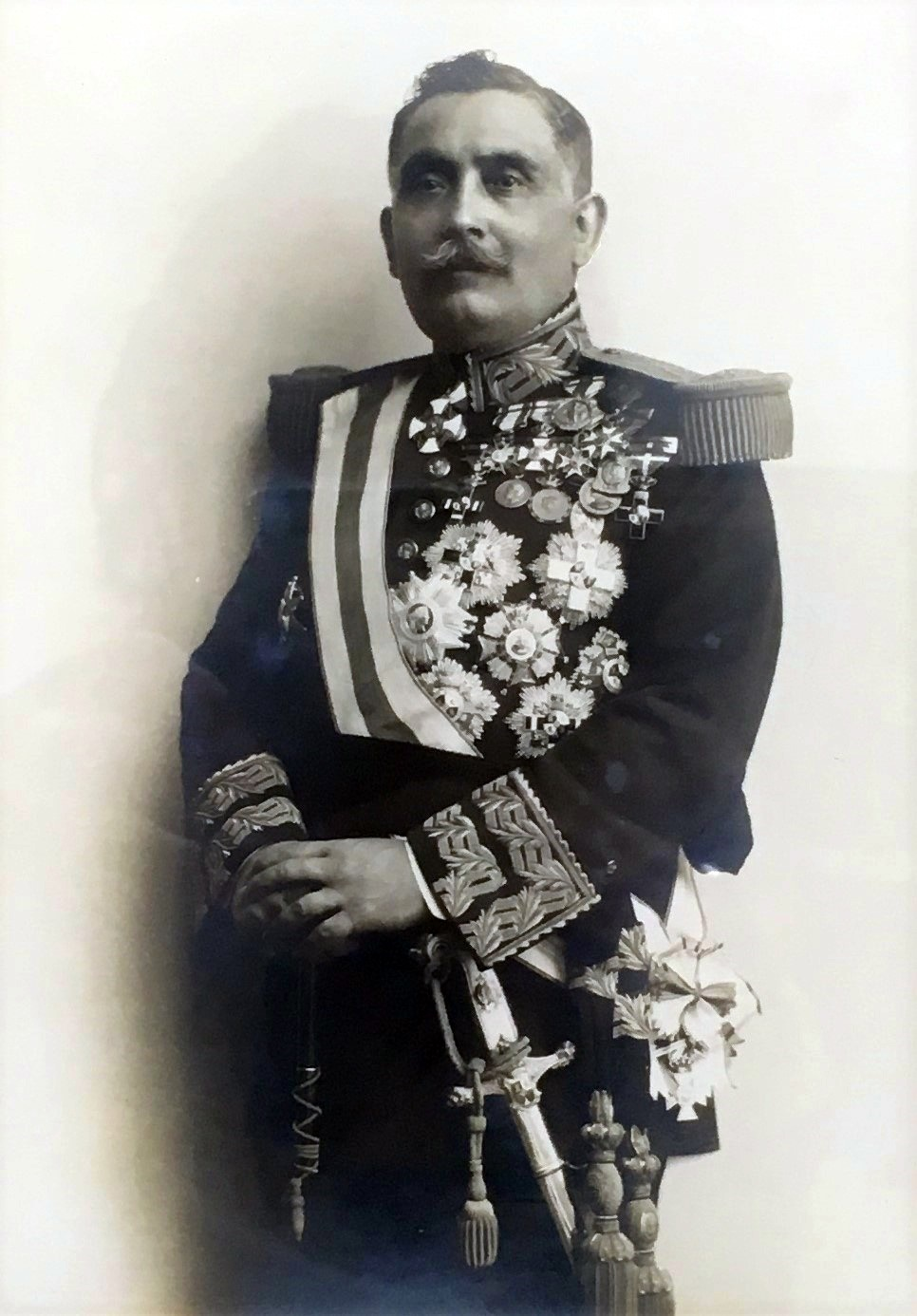
Alberto Castro Girona con sus condecoraciones

### Dictadura de Primo de Rivera
A finales de 1928 algunos oficiales de Artillería organizan un movimiento cívico-militar para derribar la Dictadura de Primo de Rivera. La sublevación se inicia en Valencia en la madrugada del 29 de enero de 1929, a donde acude en barco desde su exilo en París José Sánchez Guerra, creyendo contar con el apoyo del Capitán General de la III Región Militar, Alberto Castro Girona. El movimiento fracasa en toda España, menos en Ciudad Real. A las seis de la mañana del 30 de enero detiene a José Sánchez Guerra, quien le conminara repetidas veces para que se sumase al movimiento para que junto con la guarnición valenciana secundara el abortado movimiento de Ciudad Real. Sufre la pérdida empleo y prisión preventiva siendo condenado en julio de 1929 por el Consejo Supremo de Justicia Militar a un año de prisión militar correccional por la conducta pasiva que observó desde la llegada del señor Sánchez Guerra a Valencia.

### Segunda República
Teniente General en activo pero sin destino, estuvo en una situación de total ostracismo dentro el Ejército de la República, no se había acogido al Decreto de Azaña sobre pase a la reserva y retiro extraordinario de 1931, pero aún no tenía la edad reglamentaria para pasar a la reserva.

### Guerra civil española
El 18 de julio de 1936 era uno de los tres tenientes generales del Ejército Español, segundo en el escalafón. Se encontraba en situación de disponible sin destino y el levantamiento le sorprendió en Valencia. No se sublevó. Aun así el Gobierno republicano lo encarceló. Por temor ante una posible derrota, Francisco Largo Caballero planteó el 14 de octubre de 1936 a Rosemberg (embajador de la Unión Soviética en España) la sustitución de Manuel Estrada Manchón por Alberto Castro Girona como Jefe de Estado Mayor del nuevo Ejército Popular de la República. El gobierno republicano le ofreció dirigir un levantamiento republicano en el Marruecos Español, pero declinó la oferta y consiguió refugiarse en la embajada francesa en Madrid. De allí escapó a Francia llegando a Burgos en junio de 1937. Permaneció el resto de la guerra dirigiendo la Inspección General de la Organización Defensiva de la Frontera Pirenaica.

### Misión económica española a Japón
El hecho más importante de las relaciones entre el gobierno de Wang Jingwei (汪精衛) y el de Franco fue la visita de una numerosa comisión, presidida por Alberto Castro Girona, que, tras desplazarse al archipiélago japonés, continuó el viaje a través de la China de Wang, territorios continentales dominados por el Ejército Imperial Japonés. La expedición salió el 12 de abril de 1940 en el buque Hakozaki Maru y llegó a Shanghái el 29 de mayo.
La visita a la sede del Gobierno nacionalista de Nankín fue la primera de una misión extranjera a este nuevo gobierno que no estaba aún reconocido siquiera por Japón; el significado político fue importante y la utilización propagandística muy grande. La misión también visitó la capital de Manchukuo, Harbin. Alberto Castro Girona, llevado por la euforia del momento, hizo verbal la declaración de reconocimiento, que más tarde recordarían los chinos con insistencia. La entrada de Italia en la II Guerra Mundial llevó al Ministerio de Asuntos Exteriores español a cancelar la visita de Castro Girona a Filipinas.

### Últimos años
Desde 1941 estuvo retirado de la vida pública.
Falleció el 3 de agosto de 1969 siendo enterrado en el cementerio sacramental de San Isidro de Madrid. En contraste con lo que ocurría con ocasión del fallecimiento de militares importantes, este tuvo un eco muy discreto en la prensa. Apenas se recogió un breve informando de la defunción y al día siguiente su posterior sepelio, no ofreciéndose como era habitual su biografía. La representación oficial fue de un nivel bajo, presidiendo el general de División Tomás García Rebull, capitán general en funciones de la Primera Región Militar.
Recibió durante su carrera numerosas condecoraciones, entre ellas la Medalla Militar Individual

## Escritos
- Gerardo Farfán de los Godos; Pedro González Gómez de Santiago; Alberto Castro Girona: Por los fueros de la verdad; aclaraciones necesarias para la historia de los sucesos de Valencia. Madrid, Compañía Ibero-americana de Publicaciones (S.A.) 1930.
- Cándido Pardo González; Alberto Castro Girona (Carta y prólogo): “El Problema Militar de España. Su resolución más racional, económica y nacional”. Madrid, Desempolvando Legajos,1934.
- Alberto Castro Girona: “Jovellar”. Colección Medio Siglo de Historia, Tomo II, Los Presidentes del Consejo de la Monarquía, 1874-1931, Editorial Purcalla, Madrid, 1947.